# ۲۵ بهمن
۲۵ بهمن/دلو سیصد و سی و یکمین روز سال در گاه‌شماری خورشیدی است. به پایان سال ۳۴ روز (۳۵ روز در سال کبیسه) باقی‌است.

## رویدادها
- ۲۰ - نبرد نهاوند
- ۱۳۰۱ - آغاز نخست‌وزیری حسن مستوفی‌الممالک در دوران حکومت احمدشاه
- ۱۳۳۰ - ترور نافرجام حسین فاطمی
- ۱۳۵۷. افراد ناشناس در کابل، آلفرد دابس/دابز سفیر ایالات متحده در افغانستان را ربودند. دابس در درگیری ماموران افغانستانی و ربایندگان کشته شد.
- ۱۳۶۷ - صدور فرمان قتل سمان رشدی توسط سید روح‌الله خمینی[۱]
- ۱۳۸۵ - نخستین بمب‌گذاری ۱۳۸۵ زاهدان
- ۱۳۸۵ - حادثه سقوط ۲۵ بهمن ۱۳۸۵ هلیکوپتر در دریاچه مهارلو
- ۱۳۸۹ - اعتراضات ۲۵ بهمن ۱۳۸۹ جنبش سبز[۲]

## مناسبت‌ها
- روز والنتاین (روز عشاق یا روز عشق ورزی)

## زادروزها
- ۱۳۰۲ - امیرحسین جهانبگلو، پژوهشگر
- ۱۳۳۲ - قشنگ کامکار، از اعضای کامکارها
- ۱۳۳۷ - همایون اسعدیان، کارگردان
- ۱۳۵۳ - مهدی زمانپور کیاسری،‌ کارگردان
- ۱۳۵۰ - امیراعلم غضنفریان، مهندس الکترونیک
- ۱۳۶۵  - علی زند وکیلی، خواننده

## درگذشت‌ها
- ۱۳۵۷. آلفرد دابس، سفیر ایالات متحده در کابل.
- ۱۳۸۹ - صانع ژاله، از کشته‌شدگان اعتراضات ۲۵ بهمن ۱۳۸۹
- ۱۳۸۹ - محمد مختاری، از کشته‌شدگان اعتراضات ۲۵ بهمن ۱۳۸۹
- ۱۳۸۹ - امیرحسین طهرانچی، از کشته‌شدگان اعتراضات ۲۵ بهمن ۱۳۸۹
- ۱۳۹۱ - عزیزالله جوینی، پژوهشگر
- ۱۳۹۸ - ذبیح‌الله صفائی، نماینده حوزه انتخابیه اسدآباد در دوره ششم مجلس شورای اسلامی
- ۱۳۹۹ - محمدرضا دولت‌آبادی، نماینده حوزه انتخابیه نیشابور در دوره ششم مجلس شورای اسلامی
- ۱۴۰۳ - امیرمحمد خالقی، از شهروندان ایران